# Isla Melville
La isla Melville es una gran isla deshabitada del Archipiélago ártico canadiense. Administrativamente, la isla está dividida en dos: la parte occidental pertenece a los Territorios del Noroeste y la parte oriental al territorio autónomo de Nunavut.

## Geografía

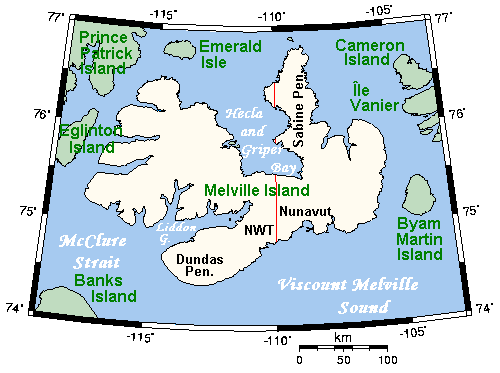
Mapa de Isla Melville.

Isla Melville pertenece al archipiélago de las islas de la Reina Isabel y está enclavada en una zona rodeada de islas por todos los vientos: al sur, isla Victoria e isla Banks; al este, isla Cameron, isla Vanier, isla Bathurst e isla Byam Martin; al norte, isla Emerald e isla Mackenzie King; y al oeste, isla Eglinton e isla Prince Patrick. Con una superficie de 42.149 km², es la 4ª isla por tamaño del archiélago de islas de la Reina Isabel, la 8ª de Canadá y la 33.ª del mundo.
La isla tiene una forma bastante irregular, casi dividida en dos partes por el profundo entrante en su costa septentrional de la bahía Hecla y Griper, que dejan en la parte nororiental la gran península Sabine y en la suroccidental, la península Dundas. Con una longitud en dirección E-W de unos 350 km y en sentido N-S entre 200-240 km, aunque en su punto más estrecho, en el entrante de bahía Hecla y Griper, apenas tiene 45 km. 
Sus costas están bañadas, en el sur, por las aguas del Melville Sound; en la ribera suroccidental, por las aguas del estrecho McClure (que las separan de isla Banks), en un tramo de costa donde se encuentran el profundo fiordo Liddon —y en su interior, en la ribera norte, la bahía Barry y el Murray Inlet— y las bahías de Hardy y Warrington; en la ribera oeste, por las aguas del estrecho Kellet (que las separa de isla Eglinton), donde están las bahías de Purcharse e Ibbert; algo más al noroeste, por las aguas del estrecho Fitzwiliam (que las separa de isla Prince Patrick) en un tramo donde está la bahía Marie; al norte, por las aguas del amplio estrecho Hazen, tramo donde está la gran bahía de Hecla y Griper —y dentro de ella, las más pequeñas de Bridge y Holyk—; al este, por las aguas del canal Byam Martin, tramo en el que, en la parte septentrional, están las bahías de Sherard y Weathall; y, finalmente, en su extremo suroriental, por las aguas del canal Byam (frente a la isla Byam Martin).
En la isla se encuentran algunas de las montañas más altas del archipiélago ártico canadiense, con una altura máxima de 776 m. Hay también mucho arroyos y ríos estacionarios, siendo los principales los ríos Byam, Sabine y Enldwin.

## Naturaleza
Los suelos principales son gelisoles estáticos y mixtos sobre rocas suaves al norte y carbonatos paleozoicos, areniscas y esquistos al sur, cubiertos con una capa de sedimentos coluviales del mesozoico y morrénicos (en la parte de tierra baja del norte de la isla - también aluviales y marinos). Debajo de toda la superficie hay una capa profunda continua de permagel con un contenido medio de hielo, principalmente en forma de cuñas de hielo; la excepción es la costa sur, donde el contenido de hielo es alto.
El Fondo Mundial para la Naturaleza incluye Melville en las zonas naturales de la tundra polar y la parte sur en tundra ártica media. La escasa vegetación no forma una cubierta continua. Predominan los musgos y los líquenes, así como las plantas herbáceas y arbustivas de porte bajo y tolerantes al frío, como la saxifraga oppositifolia y las Cyperaceae. Entre los principales componentes de la cubierta vegetal en el norte de la isla también hay eriophorum, y al sur el salix arctica, la amapola polar, varios tipos de cubresías y dryas. La vegetación es más abundante en los valles y en las regiones costeras bajas. En los únicos lugares aptos para la vida vegetal se pueden observar líquenes, musgos y hierbas como las de la familia de las ciperáceas. La única especie leñosa es el Salix herbacea.

### Fauna
A pesar de la escasez de vegetación, esta isla dispone de una importante colonia de vida animal, compuesta principalmente por osos polares (Ursus maritimus, caribús (Rangifer tarandus), bueyes almizcleros (Ovibos moschatus), zorros árticos (Vulpes lagopus), lobos árticos (Canis lupus arctos), liebres polares (Lepus arcticus y armiños (Mustela erminea. En 2003, una expedición de la Universidad de Alberta vio un oso pardo (Ursus arctos, por lo que es donde más al norte se han encontrado rastros de esta especie animal.
La isla Melville es uno de los dos principales lugares de cría de la barnacla carinegra (Branta bernicla). El análisis de ADN y las observaciones de campo sugieren que estas aves pueden ser distintas de otras especies de Branta. Con entre 4.000 y 8.000 ejemplares, ésta podría ser una de las poblaciones de gansos más raras del mundo. En los mares alrededor de la isla viven ballenas y focas.

## Recursos
En isla Melville se cree que existen grandes depósitos de gas natural. La primera exploración en las islas del Ártico canadiense fue realizada en Puerto Invierno en 1961. Se perforaron estratos del paleozoico a una profundidad total de 3.823 m. En los años 1970, en la parte norte de la isla, en la península de Sabine, se encontró un importante yacimiento de gas.

## Historia

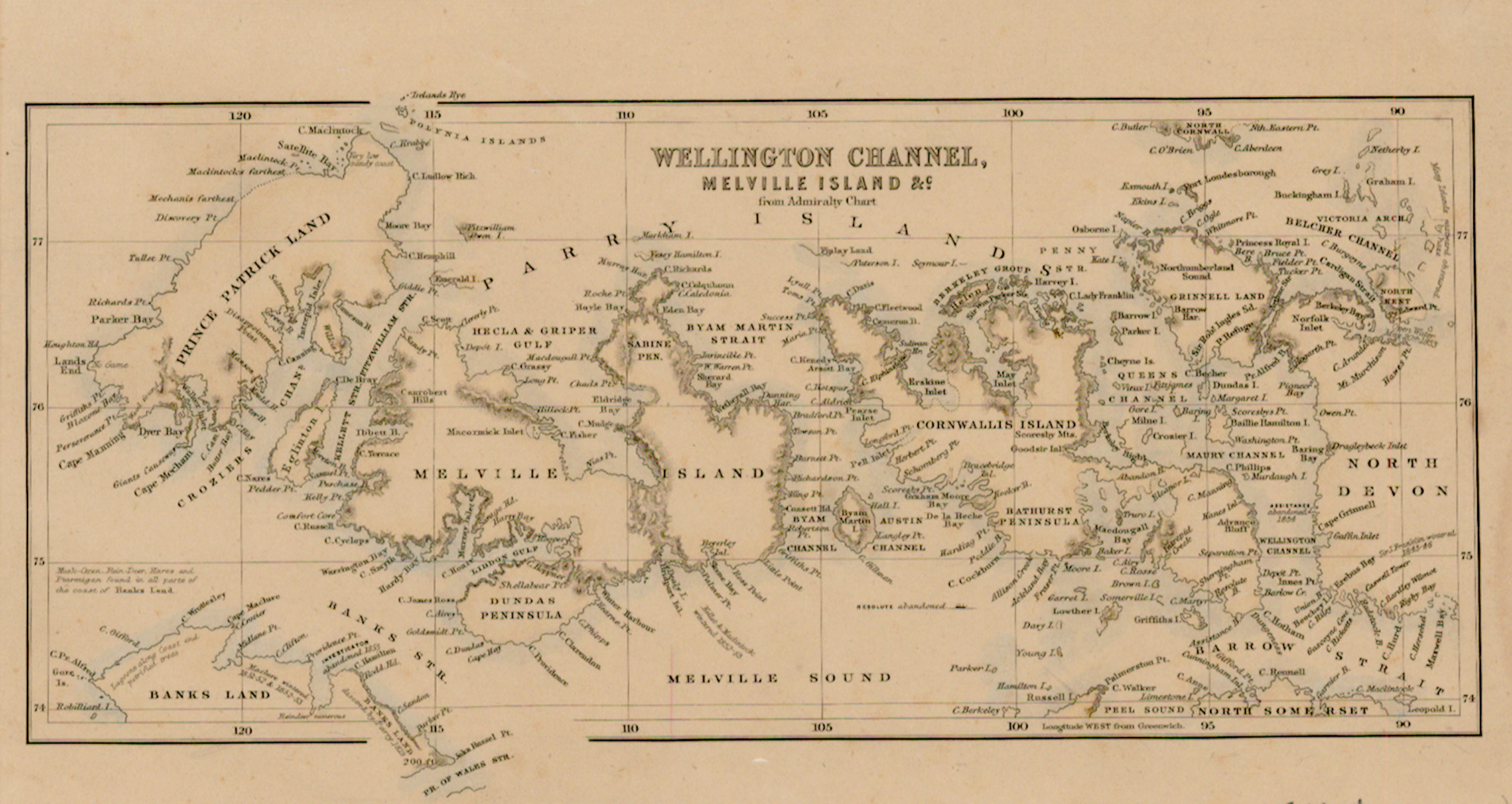
Mapa de la Isla Melville de 1862.

Aunque La isla Melville permaneció deshabitada en tiempos históricos, hay hallazgos arqueológicos indican que fue habitada en el pasado por pueblos de Thule e incluso por culturas aborígenes.
La isla Melville fue visitada por vez primera por parte de exploradores europeos por el explorador británico y capitán de la Marina Real Británica, William Edward Parry, en su segunda expedición de 1819-20 al ártico en búsqueda del Paso del Noroeste. Parry, que ya había estado en el ártico con John Ross (explorador ártico), logró el mando de una nueva expedición ártica formada por dos barcos, el HMS Hecla, de 375 ton., a su mando, y el HMS Griper, de 180 ton., al mando del teniente Liddon. Partieron de Inglaterra en mayo de 1819 y el 4 de agosto llegaron al Lancaster Sound, que libre de hielo, les permitió avanzar rápidamente hacia el oeste. En esa travesía descubrieron muchas islas totalmente desconocidas en el archipiélago, que durante mucho tiempo se llamó archipiélago Parry (y que desde 1953 se llaman Islas de la Reina Isabel), entre ellas la isla Melville. No sólo descubrió la isla sino que se vio obligado a pasar el invierno de 1819-20, hasta el 1 de agosto de 1820, en lo que ahora se llama Puerto Invierno («Winter Harbour»). En junio, habiendo ya comenzado el deshielo, recorrió con once de sus hombres a pie la isla, entre ellos el teniente Edward Sabine, y llegó hasta su extremo occidental, al golfo Liddon. La isla lleva ese nombre a causa de Robert Dundas, 2º Vizconde de Melville (1771–1851), que en esa época era Primer Lord del Mar («First Sea Lord»). 

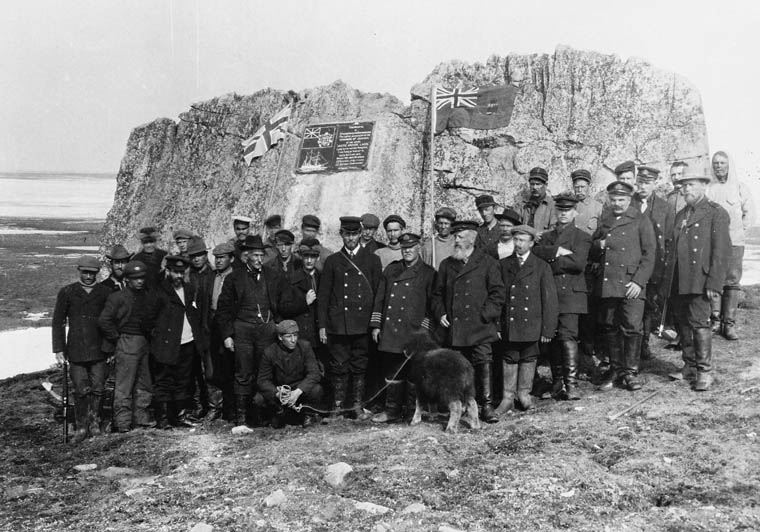
Miembros de la expedición Bernier en Parry's Rock, 1909.

En busca de la expedición perdida de John Franklin, Abraham Bradford exploró su costa este hasta Bradford Point en 1851, mientras que sus costas norte y oeste fueron examinadas por Francis Leopold McClintock, Richard Vesey Hamilton y George Henry Richards el 1853.
En mayo de 1851, la isla Melville recibió la visita de un grupo de trineos dirigido por Leopold McClintock, parte de la expedición de búsqueda y rescate de Horace Austin. Los miembros del grupo de trineos exploraron la costa sur de la isla. Al año siguiente, el grupo de trineos de la expedición de Robert McClure dejó un mensaje a Winter Harbor. Este mensaje indicaba que la expedición estaba pasando el invierno en la isla Banks, en la bahía de Mersea. Gracias a este mensaje, los miembros de la expedición McClure se salvaron en la primavera de 1853. El mismo año, los que habían salido a pie bajo el liderazgo de McClintock y George Meacham exploraron, respectivamente, las costas occidental y norte- oeste de la isla y sus costas sur y suroeste. El mismo año, la costa este fue cartografiada por George Richards de la expedición Belcher, que, junto con Richard Hamilton, descubrió la península de Sabine al noreste de la isla.
En 1906, Joseph-Elzard Bernier, que desembarcó en el Cabo Ártico, declaró la isla de Melville como territorio canadiense. Realizó más investigaciones en la isla Bernier en 1908-1910, incluyendo la invernada en 1908/1909. En invierno de 1916/1917, Vilhjalmur Stefansson pasó el invierno en la isla, estableciendo dos campamentos: en las costas sur y norte de la bahía de Lyddon. 
El 30 de enero de 1920, el periódico The Pioche Record de Pioche, Nevada, informó que el explorador islandés Vilhjalmur Stefansson encontró un refugio de la expedición McClintock de 1853 en la isla Melville. En él había ropa y comida que estaban en excelentes condiciones a pesar de las duras condiciones árticas.
En 1929, una patrulla de la Policía Montada de Canadá llegó a la isla, y en 1944, la expedición de Henry Larsen realizó varias paradas en el camino de regreso por el paso del noroeste. En 1947, se planeó establecer una estación meteorológica en la isla de Winter Harbor. Se hicieron varios intentos infructuosos por romper el denso hielo hasta la isla, pero finalmente la estación se situó en Resolute, en la Isla de Cornwallis.
En 1962 se descubrieron arenas petrolíferas del Triásico en el noroeste de la isla Melville. Años más tarde, se determinó que la más prometedora desde el punto de vista de la industria del petróleo y el gas es la península de Sabine. Durante un tiempo, Panarctic Oils tuvo una oficina de campo en la isla, pero a mediados de la década de 1980, los precios mundiales del petróleo habían bajado como para hacer que la producción en el norte del Ártico no fuera rentable.

### La piedra de Parry
La piedra de Parry («Parry's Rock») es una gran piedra de gres, de aproximadamente 5.5 metros de anchura y 3 metros de altura, situada en las inmediaciones del refugio de invierno de Parry. Sobre la piedra el capitán Joseph Bernier-Elzéar colocó posteriormente una placa conmemorativa, recordando la toma de posesión del archipiélago ártico por parte de Canadá, entonces conocida como Dominion of Canadá. La piedra tiene grabada también inscripciones de otras expediciones.
En 1930 esta gran roca que marca el lugar de invernada de 1819 de Parry en Winter Harbour fue designada Sitio Histórico Nacional de Canadá.

## Depósitos de combustibles fósiles
Melville se mencionaba como candidata a tener depósitos de gas natural. Se creía que la isla tenía yacimientos de carbón y pizarra bituminosa desde la primera mitad del siglo XX. El primer pozo de exploración de isla del Ártico canadiense se construyó en 1961 en Winter Harbour.
Se perforaron estratos del Paleozoico inferior a una profundidad total de 3823 m. En la década de 1970, la parte norte de la isla junto este de la península de Sabine demostró que contenía un importante yacimiento de gas, conocido como Drake Point. El arrendamiento era propiedad de Panarctic Oils, una operación conjunta con el gobierno canadiense.